# Estación Ruiz
Estación Ruiz är en ort i Mexiko.   Den ligger i kommunen Ruíz och delstaten Nayarit, i den centrala delen av landet, 700 km väster om huvudstaden Mexico City. Estación Ruiz ligger 33 meter över havet och antalet invånare är 12 745.
Terrängen runt Estación Ruiz är platt åt nordost, men åt sydväst är den kuperad. Runt Estación Ruiz är det ganska glesbefolkat, med 25 invånare per kvadratkilometer. Närmaste större samhälle är Santiago Ixcuintla, 16,7 km söder om Estación Ruiz. Omgivningarna runt Estación Ruiz är en mosaik av jordbruksmark och naturlig växtlighet.